# Nobelbibliothek

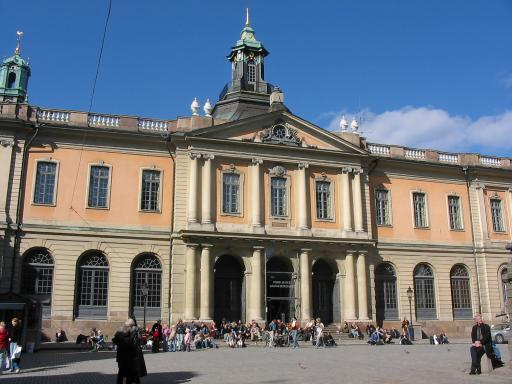
Börsengebäude Stockholm

Die Nobelbibliothek (schwedisch Nobelbiblioteket oder offiziell, schwedisch Svenska Akademiens Nobelbibliotek, „Nobelbibliothek der Schwedischen Akademie“) ist die Bücherei der Schwedischen Akademie. Sie ist öffentlich und dient primär der Bewertung der Kandidaten für den Nobelpreis für Literatur sowie anderer Preise der Akademie.
Die Bücherei befindet sich seit 1921 im Börsenhaus (schwedisch Börshuset) am Stortorget, einem Platz in der Altstadt von Stockholm.
Hauptaufgabe der Bibliothek ist der Erwerb vor allem fremdsprachiger Literatur und Zeitschriften, die zur Beurteilung möglicher Preisträger benötigt werden. Mit über 200.000 Medien besitzt sie eine der größten Belletristik-Sammlungen. Die Bibliothek ist öffentlich und über Fernleihe in den nordischen Ländern zugänglich. Die Bibliothek organisiert auch Vorträge und Seminare sowie auf Anfrage Führungen für Gruppen.
Die Bibliothek wurde am 16. November 1901 zusammen mit der Eröffnung des Nobel Instituts der Schwedischen Akademie gegründet. Sie befand sich zunächst in einer 10-Raum-Wohnung am Norra Bantorget im damaligen „Vasaschloss“ (schwedisch Vasaborgen), welches durch Ferdinand Boberg entworfen wurde. Dort befindet sich heute die Landsorganisationen i Sverige (LO), die größte Dachorganisation von Einzelgewerkschaften Schwedens. Innerhalb der ersten fünf Jahre wuchs der Bestand auf 15.000 Werke, und nach 20 Jahren musste die Bibliothek aus Platzgründen in ihr derzeitiges Domizil umziehen.